# Furgs borg

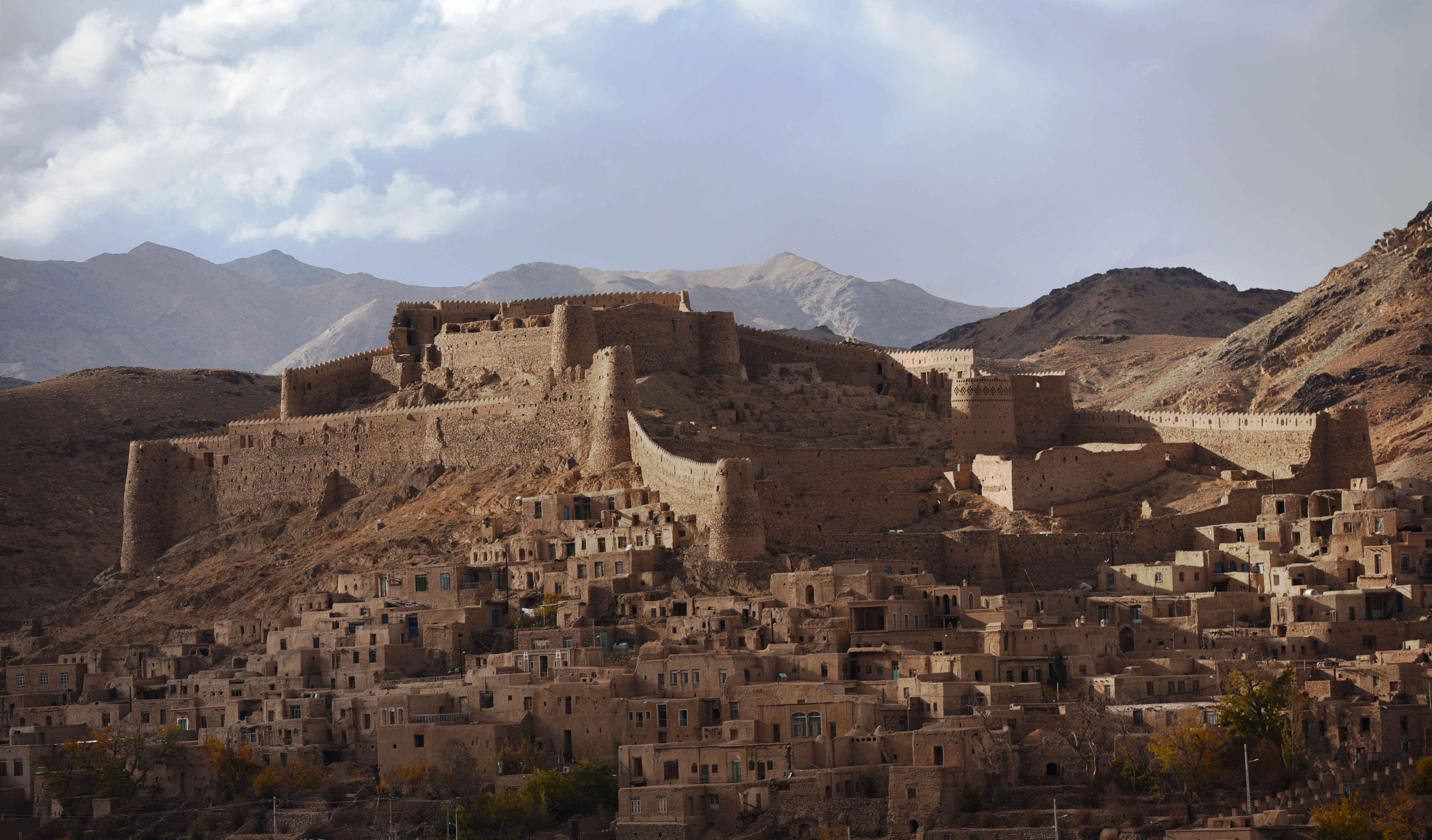
Furgs borg.

Furgs borg (persiska: قلعه فورگ) ligger i Furgs by i staden Darniyan i provinsen Sydkhorasan i Iran. Borgen byggdes på Nadir Shah Afshars befallning år 1747. Borgen användes som en militär gränspost till slutet på qajarernas tid och början på pahlavidynastins tid.

## Bilder

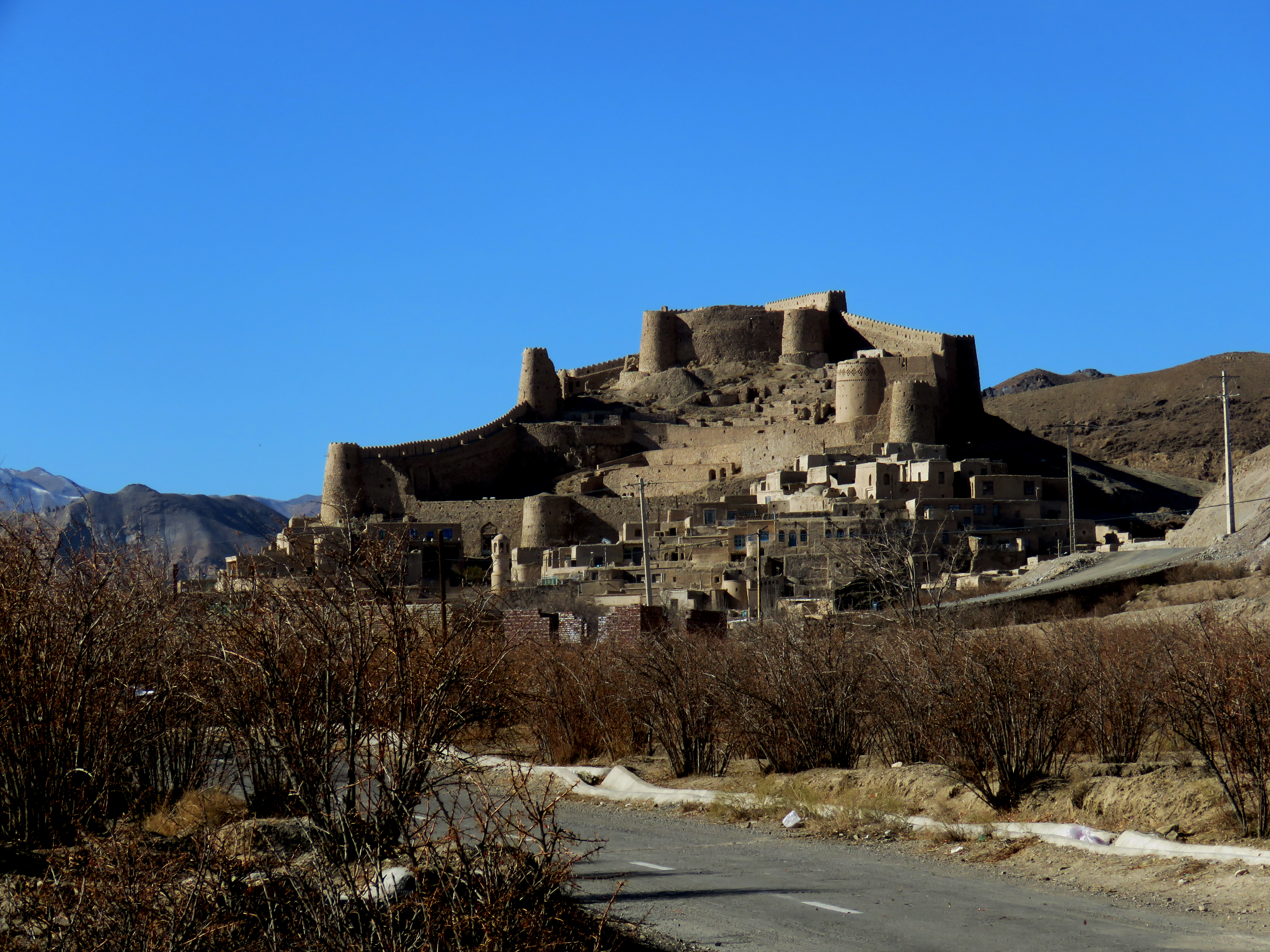
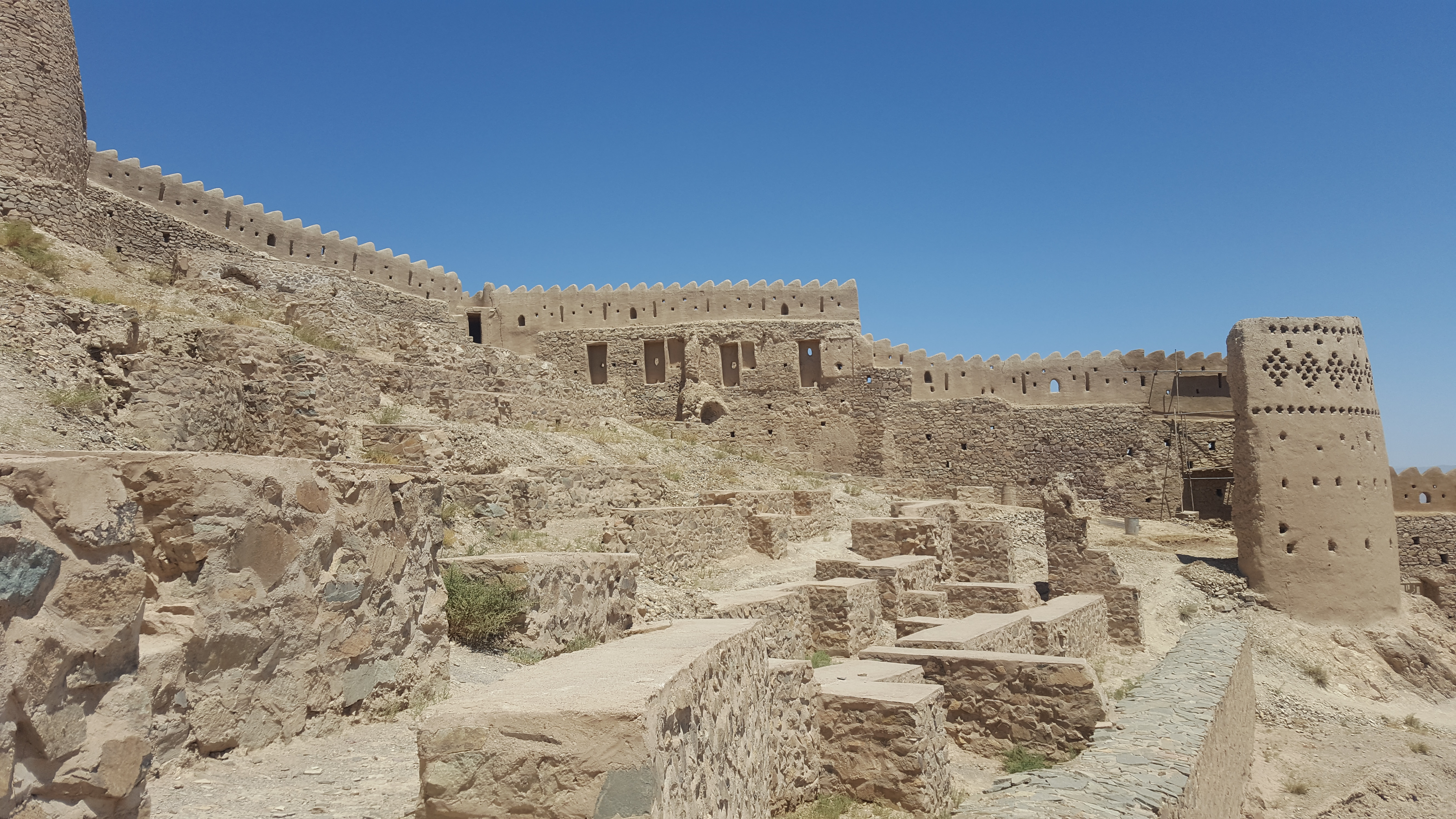
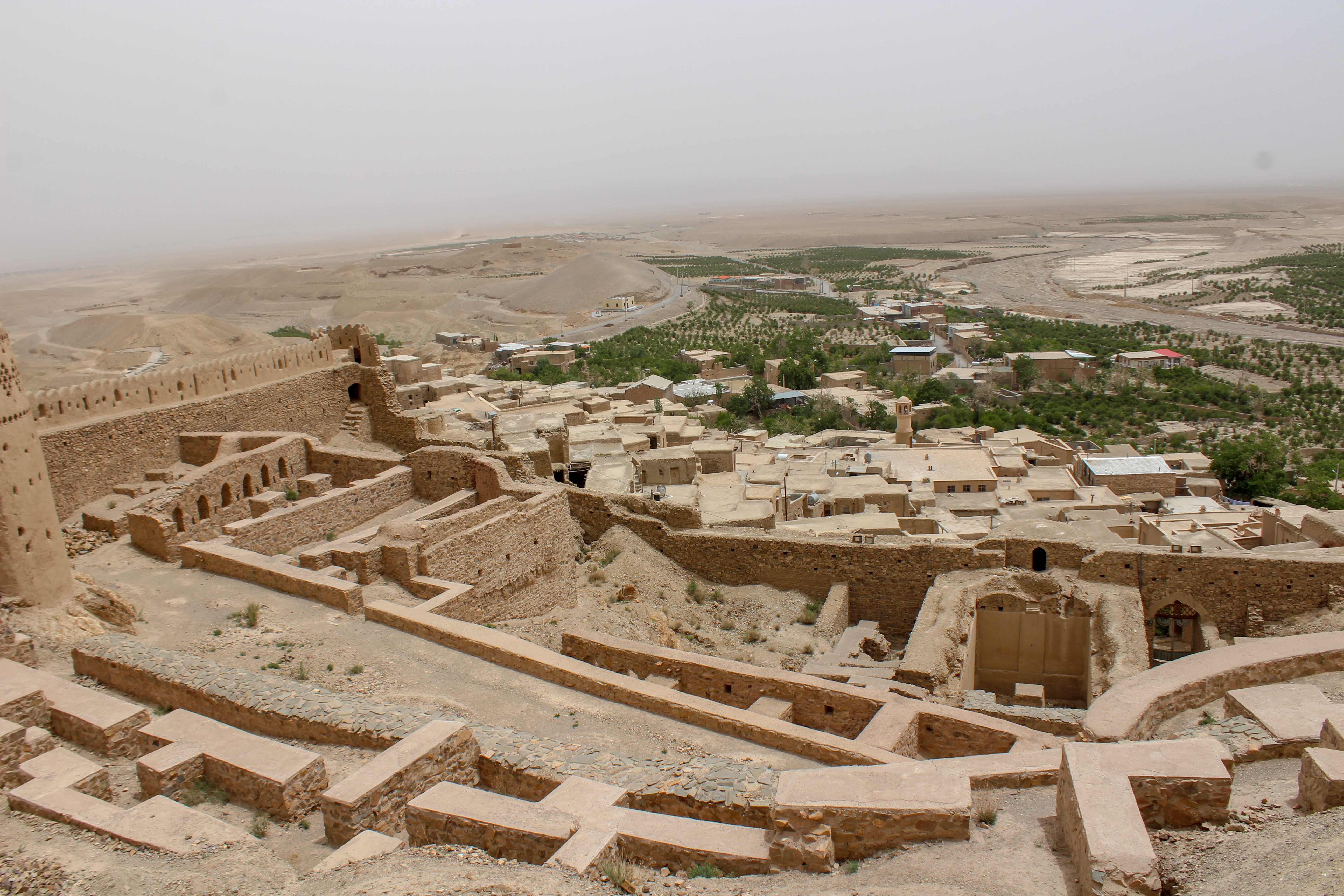
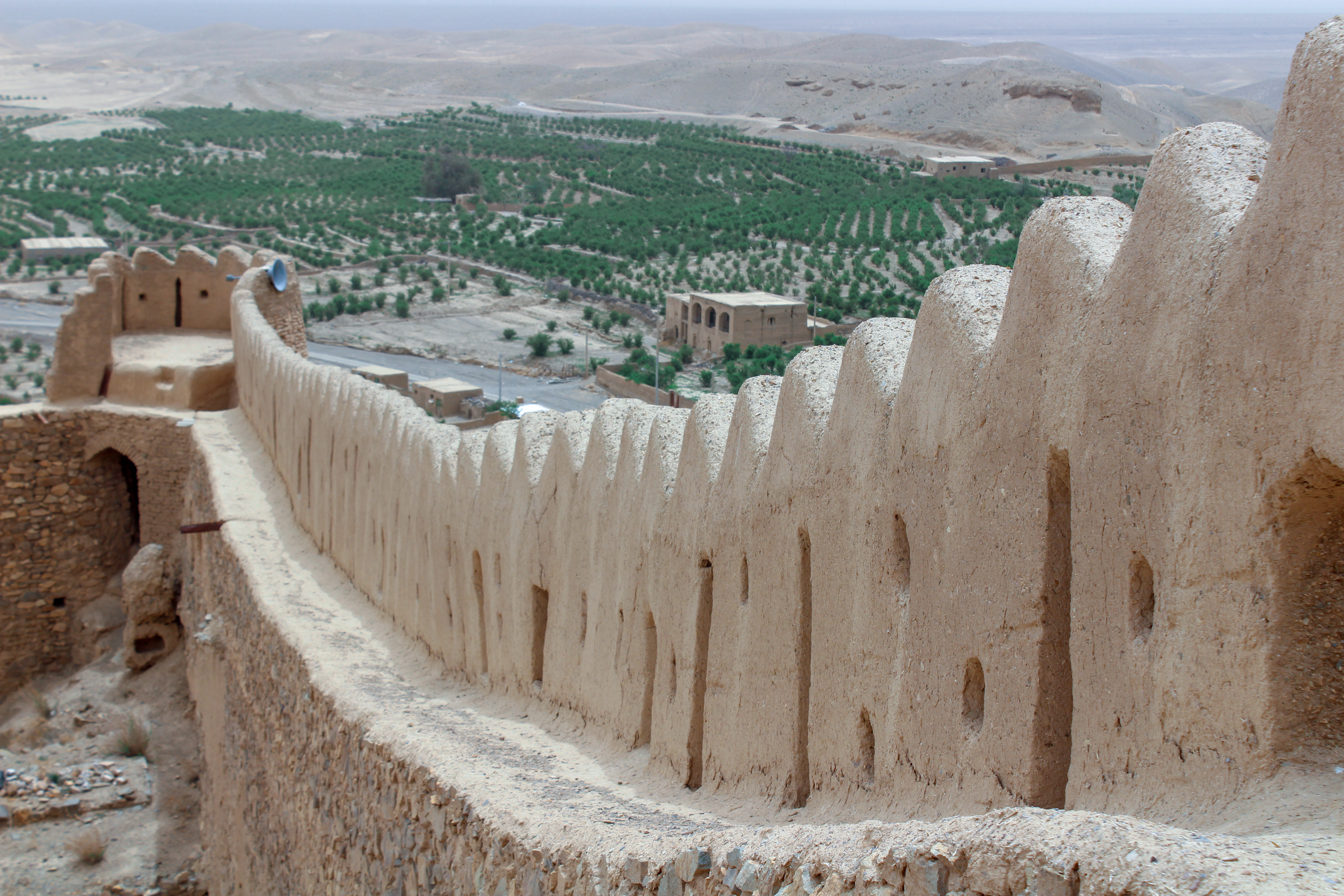